# The Hunchback (film 1914 Wilson)
The Hunchback è un cortometraggio muto del 1914 diretto da Frank Wilson.

## Trama
Un ragazzo zoppo, cresciuto in mezzo ai ladri, si ravvede e torna sulla strada dell'onestà per amore.

## Produzione
Il film fu prodotto dalla Hepworth.

## Distribuzione
Distribuito dalla Hepworth, il film - un cortometraggio in due bobine - uscì nelle sale cinematografiche britanniche nel luglio 1914.
Si conoscono pochi dati del film che, prodotto dalla Hepworth, fu distrutto nel 1924 dallo stesso produttore, Cecil M. Hepworth. Fallito, in gravissime difficoltà finanziarie, il produttore pensò in questo modo di poter almeno recuperare il nitrato d'argento della pellicola.